# ダグ・ジェニングス
ジェームス・ダグラス・ジェニングス（James Douglas Jennings、1964年9月30日 - ）は、アメリカ合衆国ジョージア州アトランタ出身の元プロ野球選手（内野手、外野手）。
日本での登録名はイニシャルのD・J。

## 経歴
1984年の1984年のMLBドラフト2巡目でカリフォルニア・エンゼルスに指名され契約。
1988年にオークランド・アスレチックスでメジャーデビュー。
1993年にシカゴ・カブスでメジャー再昇格。メジャーには定着できなかったものの、1994年には3Aインディアナポリスで打率.296、23本塁打、92打点を記録した。
1994年11月16日、NPBのオリックス・ブルーウェーブに入団。来日の理由について『週刊ベースボール』のインタビューで「区切りと考えていた30歳になったタイミングでオリックスから話が来たから」と明かしている。1995年開幕当初は不調だったが、新井宏昌打撃コーチと中西太ヘッドコーチの指導で変化球に対応できるようになると7月に打率.393と成績を伸ばし、12本塁打のトロイ・ニールを抑え月間MVPを獲得。8月も打率.337、8本塁打で2か月連続で月間MVPを獲得した。8月8日から9日にはプロ野球タイ記録となる4打席連続本塁打を放つ。この年、打率.266、16本塁打、60打点でチームの優勝に貢献。日本シリーズでも、チームが唯一勝利した第4戦で、延長12回表に伊東昭光から決勝ソロ本塁打を放った。
1996年は成績が下がったが、本拠地・グリーンスタジアム神戸での優勝を決めた9月23日の対日本ハムファイターズ戦では9回裏、2死無走者から代打で登場し、島崎毅からライトスタンドへ起死回生の同点本塁打を放ち、その次の回のイチローのサヨナラ二塁打での優勝を演出した。オフに解雇が検討されたが、大幅な年俸ダウンで残留が決まった。
1997年はクリス・ドネルスの加入もあり、外国人枠の関係でシーズンの大半を二軍で過ごし、9月10日に帰国しそのまま退団した。5月にマイク・グリーンウェルが退団し外国人枠に空きがあった阪神へ行きたかったが、オリックスが出してくれなかったとも語っている。
帰国後は、独立リーグ、マイナーリーグ、リーガ・メヒカーナ・デ・ベイスボルで所属を行き来しながら2005年までプレーした。
現在はマイアミ近郊に住み、少年野球の指導などをしている。
2013年4月12日、オリックス対日本ハム戦（ほっともっとフィールド神戸）の試合前に始球式を行った。
2015年6月13日、マイアミ・マーリンズの本拠地を訪れ、オリックス時代のチームメイトだったイチローと十数年ぶりに再会した。

## 人物・逸話
外野手登録であるが、日本では大半は一塁手として起用された。中西太曰く、「守備は下手くそやったけど、勝負強かった」。
日本プロ野球史上初めて、姓名のイニシャルを登録名とした選手で、これは当時オリックス監督の仰木彬の発案による。「D・J」は小さい頃から家族や友達から呼ばれていた愛称で、新入団の年の春季キャンプで初対面したイチローから「本当にDJの人だと思った」と勘違いされた。当時西武にもニックネームが「D・J」のダリン・ジャクソンがいたが、「ライバル意識は?」という質問に対し「彼はD・Jで登録されていないんだろ。だったら特別意識はしないね」と答えている。
プロ野球タイ記録となる4打席連続本塁打を達成したのは1995年8月8日・9日の近鉄戦（ナゴヤ球場）で、8日の試合で清川栄治から8号、佐野重樹から9号、デニス・パウエルから10号、翌9日の第1打席で江坂政明から11号本塁打を打ち達成した。次の打席はライトへの安打に終わり、史上初の5連発はならなかった。
1996年5月29日の試合で、ストライク判定を巡って球審の佐藤純一に近づいて「NO」と抗議したところ、突然退場を宣告された。この宣告は不可解なものであり、同年の珍プレー番組でも取り上げられた。
2013年9月22日放送の「世界の果てまでイッテQ!」で、出川哲朗がイチローの背面キャッチに挑戦する企画の際に、コーチとして登場した。

## 詳細情報

### 年度別打撃成績
| 年 度    | 球 団      | 試 合 | 打 席 | 打 数 | 得 点 | 安 打 | 二 塁 打 | 三 塁 打 | 本 塁 打 | 塁 打 | 打 点 | 盗 塁 | 盗 塁 死 | 犠 打 | 犠 飛 | 四 球 | 敬 遠 | 死 球 | 三 振 | 併 殺 打 | 打 率 | 出 塁 率 | 長 打 率 | O P S |
| -------- | ---------- | ----- | ----- | ----- | ----- | ----- | -------- | -------- | -------- | ----- | ----- | ----- | -------- | ----- | ----- | ----- | ----- | ----- | ----- | -------- | ----- | -------- | -------- | ----- |
| 1988     | OAK        | 71    | 128   | 101   | 9     | 21    | 6        | 0        | 1        | 30    | 15    | 0     | 1        | 1     | 3     | 21    | 1     | 2     | 28    | 1        | .208  | .346     | .297     | .643  |
| 1989     | OAK        | 4     | 4     | 4     | 0     | 0     | 0        | 0        | 0        | 0     | 0     | 0     | 0        | 0     | 0     | 0     | 0     | 0     | 2     | 0        | .000  | .000     | .000     | .000  |
| 1990     | OAK        | 64    | 180   | 156   | 19    | 30    | 7        | 2        | 2        | 47    | 14    | 0     | 3        | 2     | 3     | 17    | 0     | 2     | 48    | 1        | .192  | .275     | .301     | .577  |
| 1991     | OAK        | 8     | 11    | 9     | 0     | 1     | 0        | 0        | 0        | 1     | 0     | 0     | 1        | 0     | 0     | 2     | 0     | 0     | 2     | 1        | .111  | .273     | .111     | .384  |
| 1993     | CHC        | 42    | 57    | 52    | 8     | 13    | 3        | 1        | 2        | 24    | 8     | 0     | 0        | 0     | 0     | 3     | 0     | 2     | 10    | 0        | .250  | .316     | .462     | .777  |
| 1995     | オリックス | 107   | 372   | 335   | 44    | 89    | 22       | 1        | 16       | 161   | 60    | 2     | 1        | 0     | 6     | 27    | 2     | 4     | 104   | 7        | .266  | .323     | .481     | .803  |
| 1996     | オリックス | 91    | 278   | 241   | 29    | 53    | 7        | 1        | 15       | 107   | 47    | 1     | 1        | 0     | 1     | 32    | 0     | 4     | 74    | 5        | .220  | .320     | .444     | .764  |
| 1997     | オリックス | 9     | 31    | 25    | 2     | 6     | 1        | 0        | 1        | 10    | 3     | 1     | 0        | 0     | 0     | 5     | 0     | 1     | 6     | 0        | .240  | .387     | .400     | .787  |
| MLB：5年 | MLB：5年   | 189   | 380   | 322   | 36    | 65    | 16       | 3        | 5        | 102   | 37    | 0     | 5        | 3     | 6     | 43    | 1     | 6     | 90    | 3        | .202  | .302     | .317     | .619  |
| NPB：3年 | NPB：3年   | 207   | 681   | 601   | 75    | 148   | 30       | 2        | 32       | 278   | 110   | 4     | 2        | 0     | 7     | 64    | 2     | 9     | 184   | 12       | .246  | .325     | .463     | .787  |

### 表彰
- 月間MVP：2回（1995年7月、1995年8月）

### 記録

#### NPB
初記録
- 初出場・初先発出場：1995年4月1日、対千葉ロッテマリーンズ1回戦（グリーンスタジアム神戸）、3番・左翼手として先発出場
- 初安打：同上、8回裏に伊良部秀輝から
- 初打点：1995年4月4日、対日本ハムファイターズ1回戦（東京ドーム）、7回表に長冨浩志から
- 初本塁打：1995年5月17日、対福岡ダイエーホークス7回戦（鹿児島県立鴨池野球場）、9回裏に小川博文の代打で出場、ボビー・シグペンからソロ

その他の記録
- 4打席連続本塁打：1995年8月8日 - 翌9日 ※史上12人目、歴代2位タイ[6]
- 4打数連続本塁打：同上 ※史上15人目16度目、歴代2位タイ[6]

### 背番号
- 48（1988年）
- 21（1988年 - 1989年）
- 2（1990年）
- 13（1991年）
- 53（1993年）
- 24（1995年 - 1997年）

### 登録名
- D・J（1995年 - 1997年）